# La cueva secreta
La cueva secreta, o la aventura de John Lee (título original en inglés: The Secret Cave, or John Lees Adventure) es uno de los primeros cuentos escrito por H. P. Lovecraft en su etapa de juventud entre 1898 y 1899.
Publicado por primera vez en The Shuttered Room and Other Pieces, Arkham House (1959). Existe un manuscrito en la Biblioteca John Hay de la Universidad Brown.